# Glucuronossilano 4-O-metiltransferasi
La glucuronossilano 4-O-metiltransferasi è un enzima appartenente alla classe delle transferasi, che catalizza la seguente reazione:
S-adenosil-L-metionina + glucuronossilano D-glucuronato ⇄ S-adenosil-L-omocisteina + glucuronossilano 4-O-metil-D-glucuronato